# Хиральт, Давид
Давид Эрундино Хиральт Аграмонте (нем. David Erundino Giralt Agramonte; 28 июня 1959, Dos Caminos — 13 апреля 2020, Гавана) — кубинский легкоатлет, специалист по прыжкам в длину. Выступал за сборную Кубы по лёгкой атлетике в 1976—1982 годах, чемпион Игр Центральной Америки и Карибского бассейна, обладатель серебряной медали Панамериканских игр, бронзовый призёр Универсиады, участник летних Олимпийских игр в Москве.

## Биография
Давид Хиральт родился 28 июня 1959 года в поселении Дос-Каминос на Кубе.
Впервые заявил о себе в прыжках в длину в 1975 году, когда установил национальный рекорд среди школьников — 7,57 метра.
В 1976 году вошёл в состав кубинской сборной и выступил на юниорском первенстве стран Центральной Америки и Карибского бассейна в Халапе, где трижды поднимался на верхнюю ступень пьедестала почёта: одержал победу в прыжках в длину, тройных прыжках и эстафете 4 × 100 метров.
В 1977 году на взрослом чемпионате Центральной Америки и Карибского бассейна в Понсе превзошёл всех соперников программе прыжков в длину и завоевал золотую награду. Будучи студентом, представлял страну на Универсиаде в Софии, откуда привёз награду бронзового достоинства. Также в этом сезоне занял восьмое место на Кубке мира в Дюссельдорфе.
В 1978 году в той же дисциплине был лучшим на Играх Центральной Америки и Карибского бассейна в Медельине.
В 1979 году выиграл серебряную медаль на VII летней Спартакиаде народов СССР в Москве, с личным рекордом 8,22 стал третьим на Кубке мира в Монреале, получил серебро на Панамериканских играх в Сан-Хуане.
Благодаря череде удачных выступлений удостоился права защищать честь страны на летних Олимпийских играх 1980 года в Москве — на предварительном квалификационном этапе прыгнул на 7,57 метра, чего оказалось недостаточно для выхода в финал.
В 1981 году стал серебряным призёром на чемпионате Центральной Америки и Карибского бассейна в Санто-Доминго.
Завершил спортивную карьеру по окончании сезона 1982 года, после чего работал тренером по лёгкой атлетике.
Его сын Арнье Давид Хиральт так же стал легкоатлетом, добился больших успехов в тройном прыжке.
Умер в результате осложнений от сахарного диабета 13 апреля 2020 года в Гаване в возрасте 60 лет.